# Pierre Huyghe
Pierre Huyghe (França, 1962) és un artista francès que treballa en una varietat de mitjans de comunicació, com ara cinema, vídeo i fins i tot les intervencions públiques. Va guanyar el premi Hugo Boss al Museu Guggenheim el 2002. El 2001 va representar a França en la Biennal de Venècia i va guanyar un premi especial del jurat.

## Obra
Rere els elaborats experiments tecnològics portats a terme per aquest artista francès hi ha una preocupació fonamental pels enigmes que desperten la imaginació. La seva sensibilitat, almenys en algunes de les seves obres, es troba més pròxima al simbolista Maurice Maeterlinck qui, segons Kandinski, va crear una atmosfera de forces invisibles i ombrívoles.
En la seva obra Les grands Ensambles, mostra un interès més estètic que sociològic, preocupant més per la boira, el fum i els núvols. L'autor ofereix una explicació de l'obra, una projecció sobre una gran pantalla de dues torres típiques d'habitatges de baix pressupost, en les quals un ballet de finestres il·luminades s'alterna amb finestres apagades, com si la boira nocturna vingués i s'anés i el vent assota els arbres del fons.
Huyghe diu que la seva obra està basada en uns projectes arquitectònics de la dècada dels 70 que "van acabar sent un fracàs arquitectònic i social". Tal com ho explica es tractava d'una transgressió de les teories de Le Corbusier. "Sense principi ni fi, les dues torres d'edificis dialoguen en un estrany codi Morse a través de la llum de les seves respectives finestres, en una existència parpellejant". L'espectador pot advertir fàcilment, prescindint del comentari social implícit en l'explicació de Huyghe, que hi ha un missatge enormement trist, així com certa misteriós que no requereix les famoses explicacions acadèmiques.

### Obres rellevants
- Streamside Day
- One Year Celebration
- The Host and the Cloud (2009-2010) és un dels films més hipnòtics i inclassificables de Huyghe, que amb els seus «experiments» –com els qualifica el mateix artista– analitzar els comportaments que es produeixen a la frontera entre versemblança i teatralitat.[3]